# Monteregio di Massa Marittima rosato
Il Monteregio di Massa Marittima rosato è un vino DOC la cui produzione è consentita nella provincia di Grosseto.

## Caratteristiche organolettiche
- colore: rosa di buona intensità
- odore: vinoso, profumo intenso, fruttato
- sapore: secco

## Produzione
Provincia, stagione, volume in ettolitri
- Grosseto  (1994/95)  324,67
- Grosseto  (1995/96)  397,15
- Grosseto  (1996/97)  141,07